# Drooggemaakte Geer- en Kleine Blankaardpolder
De Drooggemaakte Geer- en Kleine Blankaardpolder is een polder en voormalig waterschap in de Nederlandse provincie Zuid-Holland, vlak bij Stompwijk. De westelijke helft van de polder is de vroegere Kleine Blankaartpolder en ligt in de gemeente Leidschendam-Voorburg (waartoe ook het dorp Stompwijk behoort). De oostelijke helft is de vroegere Geerpolder; deze ligt in de gemeente Zoeterwoude. De huidige gemeentegrens verloopt dus vrij nauwkeurig langs de vroegere poldergrens.
De polder wordt omringd door de Ommedijksche Watering in het noorden; de Meer- of Buurwatering in het zuiden en de Noord Aa in het oosten. Deze wateren zijn geheel bevaarbaar voor kano's. De Ommedijksche Watering kan met een voetpontje (zelfbediening!) worden overgestoken naar de Groote Blankaartpolder. Er ligt een rondweg in de polder (dus niet op de ringdijk); deze heet de Geerweg in Zoeterwoudse deel van de polder en Ondermeerweg in het Leidschendamse deel. De Drooggemaakte Geer- en Kleine Blankaardpolder is een zogenaamd veenweidegebied en heeft een voornamelijk agrarisch karakter; de polder maakt deel uit van de ecologische hoofdstructuur van Nederland. De polder is diep en ligt 4,10 – 4,30 m beneden NAP.
Zowel de Geerpolder als de Kleine Blankaardpolder werden in 1625 gesticht en in 1708 onder één bestuur verenigd. Het waterschap was verantwoordelijk voor de vervening, drooglegging (voltooid in 1866) en later de waterhuishouding in de polders. De Geerpolder was daarmee de laatste drooggelegde polder in Zoeterwoude.
Aan de oostkant van de polder ligt boerderij "'t Geertje" die een recreatieve functie heeft. 
Aan de noordzijde liggen Kaasboerderij "De Vierhuizen" en zorgboerderij "De Boerderijn".

## Natuurgebied
In de noordelijke helft van de polder hebben drie boerenbedrijven het 'Natuurgebied Geerpolder' aangelegd; het eerste en tot nog toe enige door boeren aangelegde natuurgebied in Nederland. In dit gebied staat de veenweidenatuur centraal, met weidevogels als de grutto, tureluur en kievit, en verder eenden, ganzen en roofvogels. Er wordt een duurzame, extensieve landbouw bedreven met weinig bemesting. Daardoor krijgen ook allerlei typische planten een kans, zoals pinksterbloem, koekoeksbloem, vergeet-mij-nietje, gele lis, kattenstaart en zwanenbloem. Om de biodiversiteit van het gebied te verhogen zijn er in 2011 nieuwe landschapselementen aangelegd, zoals 2 km natuurvriendelijke oever, een vogelpoel, en een modderig terrein met plassen en stukken drassig land (de zogenaamde "plas-dras"). Een wandelroute door het gebied is uitsluitend op bepaalde 'open dagen' toegankelijk; aan de realisatie van een officieel wandelpad wordt gewerkt. De boeren werken samen met diverse overheidsinstanties, met vrijwilligers en met hulpboeren op de zorgboerderij.